# Skladování
Skladování je dočasné ukládání a uchovávání materiálů, polotovarů i výrobků pro pozdější potřebu, v širším smyslu včetně vhodné manipulace s nimi. Pojem je používán ve výrobních i obchodních odvětvích.

## Základní pojmy
Sklad – prostor, kde dochází k manipulaci a skladování zboží a materiálů. Neměl by sloužit jako odkladiště pro zapomenuté či špatně objednané zboží a materiál.
Skladový manipulant – osoba, zpravidla pracující ve skladu a skladových prostorech.
Logistika je nadřazený, i když velmi široký pojem. Pro zobecnění je zde předložena následující definice: „Logistika je řízení materiálového, informačního i finančního toku s ohledem na včasné splnění požadavků finálního zákazníka a s ohledem na nutnou tvorbu zisku v celém toku materiálu. Při plnění potřeb finálního zákazníka napomáhá již při vývoji výrobku, výběru vhodného dodavatele, odpovídajícím způsobem řízení vlastní realizace potřeby zákazníka (při výrobě výrobku), vhodným přemístěním požadovaného výrobku k zákazníkovi a v neposlední řadě i zajištěním likvidace morálně i fyzicky zastaralého výrobku. (2, s. 15)“. Jednou z aplikací logistiky jsou dodávkové, resp. logistické sítě (supply networks), logistické řetězce a logistické cykly, jejich projektování a budování.
Distribuce je také nadřazený pojem, jde o proces využívající sklady a skladování. Platí pro ni čtyři základní pravidla, která jsou současně i cíli: správné zboží, na správném místě, ve správný čas a za správnou cenu. Součástí distribuce je i kombinace transportu a skladování.

## Skladování
Umístění skladu – je důležité a jeho umístění musí být strategické.

### Skladové operace
- Příjem zboží
- Umístění zboží do skladu
- Příprava objednávky, balení
- Expedice

Při těchto operacích se snažíme vyváženě využít prostor, vybavení a zkrátit potřebný čas na minimum, stejně důležité je i vzájemné propojení, tak aby vše probíhalo hladce. Dále je také důležitá kontrola, aby nedocházelo k doručování např. špatného množství zákazníkům, zboží nebylo poškozené, apod. a pak také tzv. cross-docking (překládání zboží bez zaskladnění), umístění ve skladu (je dobré, aby sklad měl nějaký ukládací řád), bezpečnost skladu jak z hlediska ochrany objektu (alarm, kamerový systém) tak i z hlediska osob v tomto prostoru (protipožární dveře). Tyto osoby by měly být proškoleny ohledně rizik, která mohou ve skladu nastat, zejména v reakci na krizové situace.

### Vychystávání a jeho metody
Vychystávání se liší od počtu zboží, od jeho typu, počtem objednávek, balení atd., jedná se o nachystání zboží z objednávky k balení a expedici.
Mezi základní metody rozdělení vychystávání se nachází rozdělení dle počtu kusů – položkové či kusové vychystávání, vychystávání do krabic či beden a celopaletové vychystávání. Dále pak vychystávání dělíme na manuální a automatizované.

### Expedice
Při expedici dochází k operacím:
- Zajištění prostoru pro kompletování, balení, nakládání
- Kontrola zboží/výrobků
- Kontrola dokumentace a objednávky, aby nedocházelo k chybám a špatným dodávkám
- Případné nahlášení nesrovnalostí oproti standardům/dokumentaci
- Naložení objednávky do vozidla za dodržení bezpečnostních podmínek a podmínek pro přepravu dané objednávky, potvrzení odeslání

## Skladové vybavení
Skladové vybavení musí být přizpůsobeno dispozicím skladu. Mezi aspekty, které je nutno brát v úvahu, patří například velikost uliček, typ skladovaného zboží/výrobků, povaha regálů, vlastnosti a vybavení skladových prostor (klimatizace, automatické otevírání dveří, apod.).
Vysokozdvižné vozíky mohou mít různé zdroje pohonu (plyn, nafta, elektrická baterie) a také mohou zastávat i rozdílné funkce.
Vozíky mohou být:
- S předsunutými vidlicemi
- S výsuvnými vidlicemi
- Úzkouličkové
- Ruční paletové vozíky (paletové zvedáky)
- Paletové vozíky pro různě vysoký zdvih
- Kloubové

Regály slouží k uskladnění výrobků. Výrobky zde mohou být umístěny po kusech nebo po celých paletách. Typy regálů:
- Nastavitelné paletové regály
- Průjezdné regály
- Pohyblivé regály
- Pojízdné regály s pohonem
- Regály s opláštěnou konstrukcí

## Skladové informační a komunikační technologie
Informační a komunikační technologie sbírají data a informace, které vyhodnocují a přenáší systémy tak, aby byla dostupná těm správným uživatelům. Díky tomu mohou být vyhodnoceny různé situace – stavy skladů, očekávané dodávky, objednávky ve zpracování.
Automatizovaný sběr dat usnadňuje práci, protože není potřeba tolik papírové dokumentace. Sběr probíhá pomocí čteček a čidel. Ty mohou být pevně instalovány a zboží jimi prochází, nebo se může jednat o ruční snímače. Díky této činnosti jsou všechna data okamžitě nahrána do systému a můžeme tak dále kontrolovat, co a kde je potřeba vykonat, dále s daty pracovat, transformovat v informace a posouvat je po systému.
Systém řízení zásob (může) řídí toky informací, které nějak souvisejí se skladovými položkami.
Systém řízení skladů propojuje (systémově) příjem objednávky, skladové operace, expedici, kontrolu nad financemi.